# ニューオーリンズ級重巡洋艦
ニューオーリンズ級重巡洋艦（ニューオーリンズきゅう じゅうじゅんようかん、New Orleans class Heavy Cruisers）は、アメリカ海軍の巡洋艦の艦級。起工はアストリアが最も早く、アストリア級重巡洋艦（Astoria class）という呼称も用いられた。

## 概要
ポートランド級に続く条約型重巡洋艦で、ロンドン軍縮条約の締結後に建造を始めた重巡洋艦の第二弾。広義の意味で条約型重巡洋艦と見れば第四弾にあたる。1929年度計画で3隻、1930年に2隻、1933年に2隻の計7隻が計画され、1930年から1937年にかけて進水、竣工した。
ポートランド級と同じく55口径8インチ3連装砲3基、25口径5インチ単装砲8基の武装や船首楼型二本煙突の構造だが、乾舷を低くして船首楼を艦尾方向へ延長することで居住性と復元性が改善された。また、煙突に挟まれる格好であった艦載機設備を、二本煙突の間隔を狭めて煙突と後楼の間に設けたので設備の拡張に繋がった。船体の寸法も若干縮小し、艦橋や構造も縮小化したので区画防御の観点から防御力は前ポートランド級を凌ぐとされた。しかし、その代償として機関砲や機関銃が減り、対空戦闘能力は低下した。

## 艦歴
太平洋戦争の開戦後、「タスカルーサ」を除く全艦が太平洋戦線で戦った。珊瑚海海戦およびミッドウェー海戦でも戦力の一翼を担った。しかし1942年8月8日に起こった第一次ソロモン海戦では、ガタルカナル島沖北側で哨戒任務中であった「アストリア」「クインシー」「ヴィンセンス」含む米艦隊が日本海軍第八艦隊の攻撃を受け、この3隻は強力な砲雷撃の前に防御力を生かせず揃って撃沈されてしまった。
その約二か月後に起こったサボ島沖海戦において、「サンフランシスコ」が旗艦を務める艦隊はレーダー射撃により日本艦隊に効果的な打撃を与え、重巡洋艦「古鷹」等を撃沈した。その約一ヶ月後の第三次ソロモン海戦は日米艦が互いに接近する大乱戦となったが、やはり旗艦を務めていた「サンフランシスコ」は戦艦「比叡」「霧島」を含む優勢な日本艦隊の砲撃を受け、大損害を被った（搭乗していた司令官も戦死）。それでも何とか持ち堪え、アメリカ本土に帰還して修理を受けた。
その半月後のルンガ沖夜戦では「ニューオーリンズ」「ミネアポリス」を含む米艦隊が日本海軍第二水雷戦隊をレーダーで早期に探知し、警戒艦に集中砲火を浴びせた。しかしその隙に日本艦隊主力は魚雷を放ち、米艦隊に大打撃を与えた。「ニューオーリンズ」は1本、「ミネアポリス」は2本の魚雷を受けて大破し、いずれも艦首を失った。それでも2隻は離脱に成功したが、これは南太平洋海戦で日本海軍が母艦航空戦力を喪失し、ソロモン近海の制空権を連合軍側が握っていたという事情も幸いしている。「ニューオーリンズ」はシドニーで応急修理の後、本国アメリカのピュージェット・サウンド海軍造船所で本格的修理を行い、「ミネアポリス」はツラギ島沖で応急修理の後、ニューカレドニアのマレ島沖で修理が行われた。
一方的に被害を受けていたニューオーリンズ級だが、日本軍は翌月にガタルカナルからの撤退を決定するなど、戦略的に見れば当級の働きは無駄ではなかった。修理を完了した「サンフランシスコ」はアッツ・キスカ攻略に参加し、ギルバート・マーシャル諸島攻略、マリアナ諸島攻略、レイテ島上陸支援には復旧後の「ニューオーリンズ」「ミネアポリス」が加わった。
「タスカルーサ」は船団護衛やトーチ作戦、オーバーロード作戦などに参加した後、オーバーホールのためドックに入り、1945年には太平洋戦線に転戦し、「サンフランシスコ」と共に硫黄島攻略に参加した。
沖縄諸島攻略には残存艦の全てが参加した。終戦後は哨戒任務や復員の支援に従事し1947年に退役、保管船となった。緒戦から水上戦闘部隊の中核として存在感を示したニューオーリンズ級だったが、ボルチモア級重巡洋艦のように朝鮮戦争やベトナム戦争に駆りだされることなく1959年に廃棄された。

## 同型艦
1. ニューオーリンズ (USS New Orleans, CL/CA-32) 
  - 1934年2月15日就役。1947年2月10日退役。
2. アストリア (USS Astoria, CA-34) 
  - 1934年4月28日就役。1942年8月9日第一次ソロモン海戦で沈没。
3. ミネアポリス (USS Minneapolis, CA-36) 
  - 1934年5月19日就役。1947年2月10日退役。
4. タスカルーサ (USS Tuscaloosa, CA-37)
  - 1934年8月17日就役。1946年2月13日退役。
5. サンフランシスコ (USS San Francisco, CA-38)
  - 1934年2月10日就役。1946年2月10日退役。
6. クインシー (USS Quincy, CA-39)
  - 1936年6月9日就役。1942年8月9日第一次ソロモン海戦で沈没。
7. ヴィンセンス (USS Vincennes, CA-44)
  - 1937年2月24日就役。1942年8月9日第一次ソロモン海戦で沈没。